# Littérature tongzhi
La littérature tongzhi (chinois : 同志文學 ; pinyin : tongzhi wenxue), ou « littérature des camarades » en français, désigne la littérature homosexuelle chinoise.

## Terminologie et champ d'étude

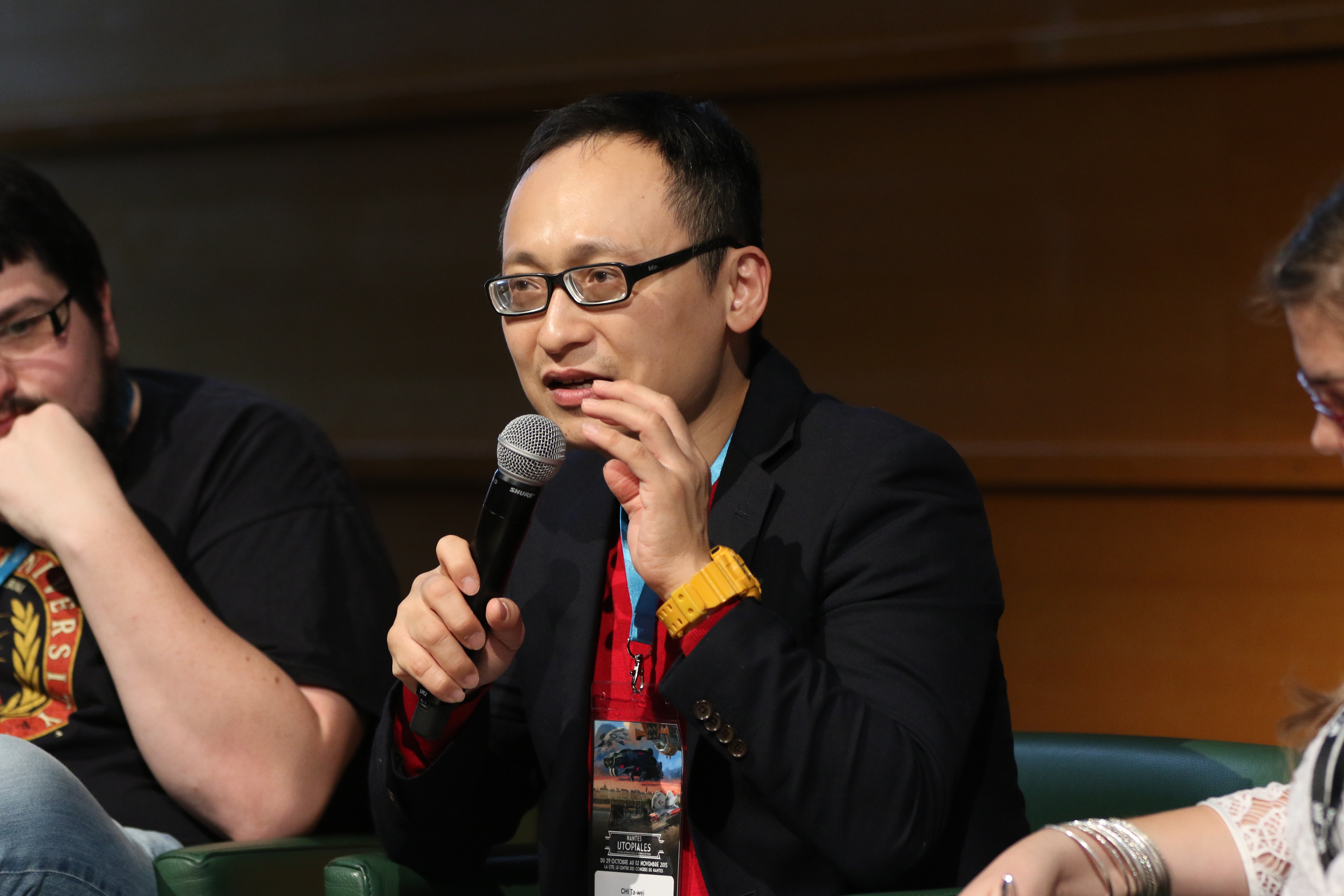
Chi Ta-wei, écrivain de science-fiction et théoricien de la littérature tongzhi

La littérature tongzhi est théorisée notamment par l'écrivain taïwanais Chi Ta-wei. Ce dernier la définit comme « une littérature faisant ressentir l'homosexualité aux lecteurs », tout en la distinguant des romans boys love (chinois : 耽美文學 ; pinyin : danmei wenxue) ainsi que de la littérature homosexuelle (chinois : 同性戀文學 ; pinyin : tongxinglian wenxue). Si leur contenu est en effet proche, la littérature tongzhi a pour spécificité d'être aussi « un champ », c'est-à-dire « un contenant ». Par ailleurs, si la tongxinglian wenxue désigne plutôt un corpus de textes médicaux, elle « fait mal aux yeux » dans la mesure où elle renvoie également à la période d'avant la levée de la loi martiale à Taïwan (1987), considérée comme « persécutrice » et « stigmatisante » à l'égard des personnes LGBT. La danmei wenxue, quant à elle, se réduirait aux seuls textes mettant en scène des « histoires d'amours entre beaux hommes ».
Contrairement à Taïwan ou à Hong Kong où elle fait l'objet de publications, la littérature tongzhi est, du fait de son caractère tabou, quasi exclusivement cantonnée à Internet en République populaire de Chine. De fait, Pierrick Rivet parle davantage de « littérature des camarades publiée sur Internet » (chinois : 网络同志文学 ; pinyin : wangluo tongzhi wenxue) dans ce contexte.

## Histoire

### Années 1950: premiers articles de presse évoquant l'homosexualité à Taïwan
À Taïwan, c'est à partir des années 1950 que les lecteurs ont accès à des textes évoquant l'homosexualité. S'il s'agit surtout d'articles de presse, plusieurs textes littéraires d'auteurs étrangers sont également traduits et publiés. Bien que ne produisant pas encore de textes tongzhi à proprement parler, cette période est, pour Chi Ta-wei, néanmoins essentielle au développement ultérieur de cette littérature. Ainsi, c'est inspirés par ces articles que des auteurs commencent à écrire sur l'homosexualité dans les années 1960, des textes que leurs lecteurs ne peuvent décoder que parce qu'ils ont déjà lu à ce sujet dans la presse.

### Années 1960 et 1970: premiers textes littéraires évoquant l'homosexualité publiés à Taïwan
Au début des années 1960, plusieurs romans paraissent à Taïwan, qui mettent en scène des amours homosexuelles. Chiang Kuei (en) publie ainsi Chongyang en 1961, sans doute le premier ouvrage littéraire édité à évoquer l'homosexualité à Taïwan. Deux ans plus tard, en 1963, Kuo Liang-hui (en) publie Qingcao qingqing. Si ces deux ouvrages donnent à voir des relations homosexuelles masculines, tel n'est cependant pas le cas de Lang Taosha, une nouvelle de Chu T’ien-hsin parue en 1976 et dans laquelle la protagoniste se rend compte que les deux garçons dont elle est amoureuse sont en fait des filles. Cela étant, force est de constater que l'homosexualité ne constitue le cœur d'aucun de ces textes, celle-ci étant plutôt « ressentie » qu'abordée de manière explicite.

### Depuis 1977 et les années 1980: développement de la littérature tongzhi à Taïwan

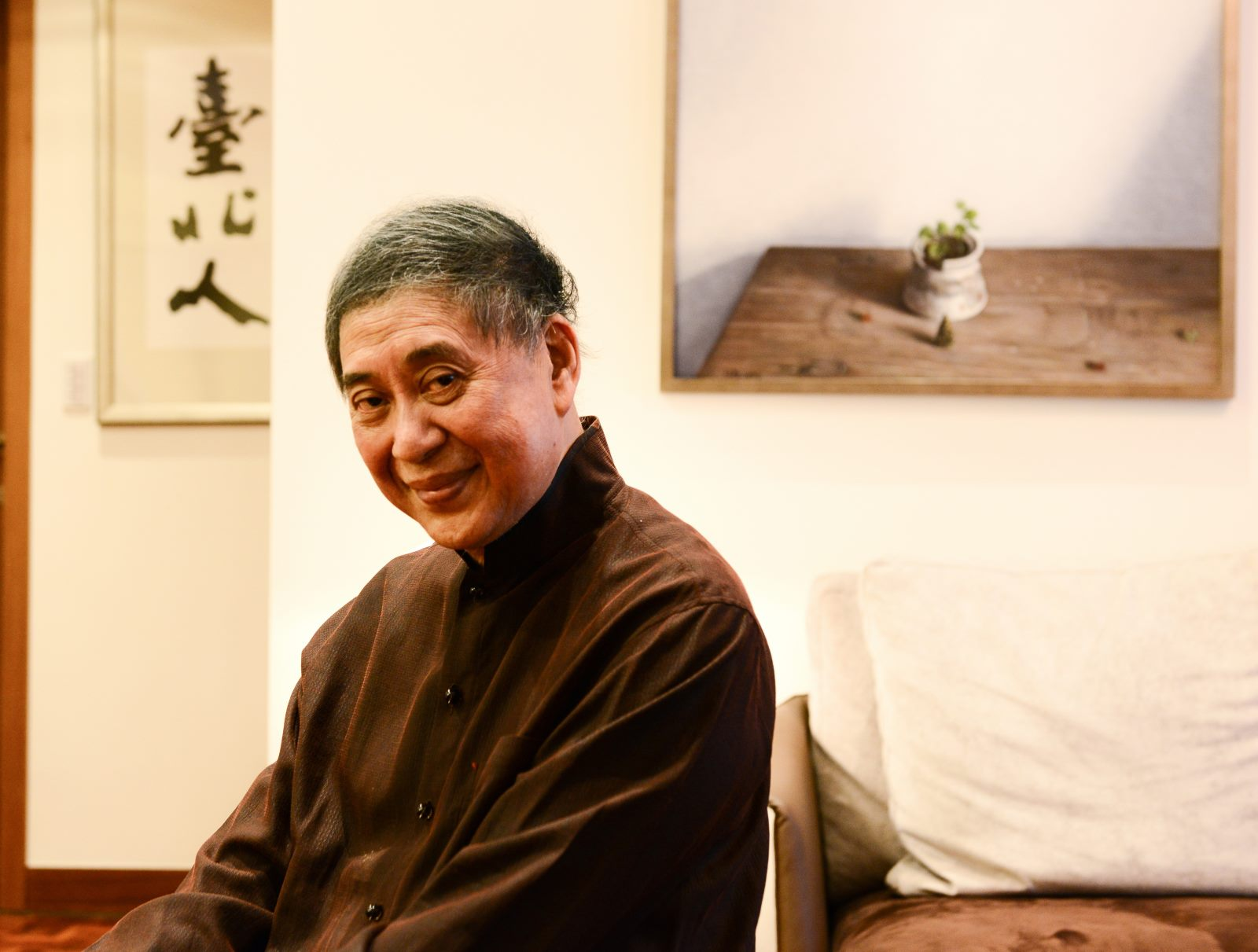
Bai Xianyong, l'auteur de Garçons de cristal, le premier roman de la littérature tongzhi

En 1977 parait Garçons de cristal, de Bai Xianyong, « fréquemment considéré comme le premier roman tongzhi de la littérature taïwanaise ». Selon Pierrick Rivet, s'il a ce statut de référence incontournable, c'est qu'il ne se contente pas de « [décrire] la condition homosexuelle » à Taïwan dans les années 1970, mais aussi qu'il représente « une forme de résistance de cette sexualité dissidente ».

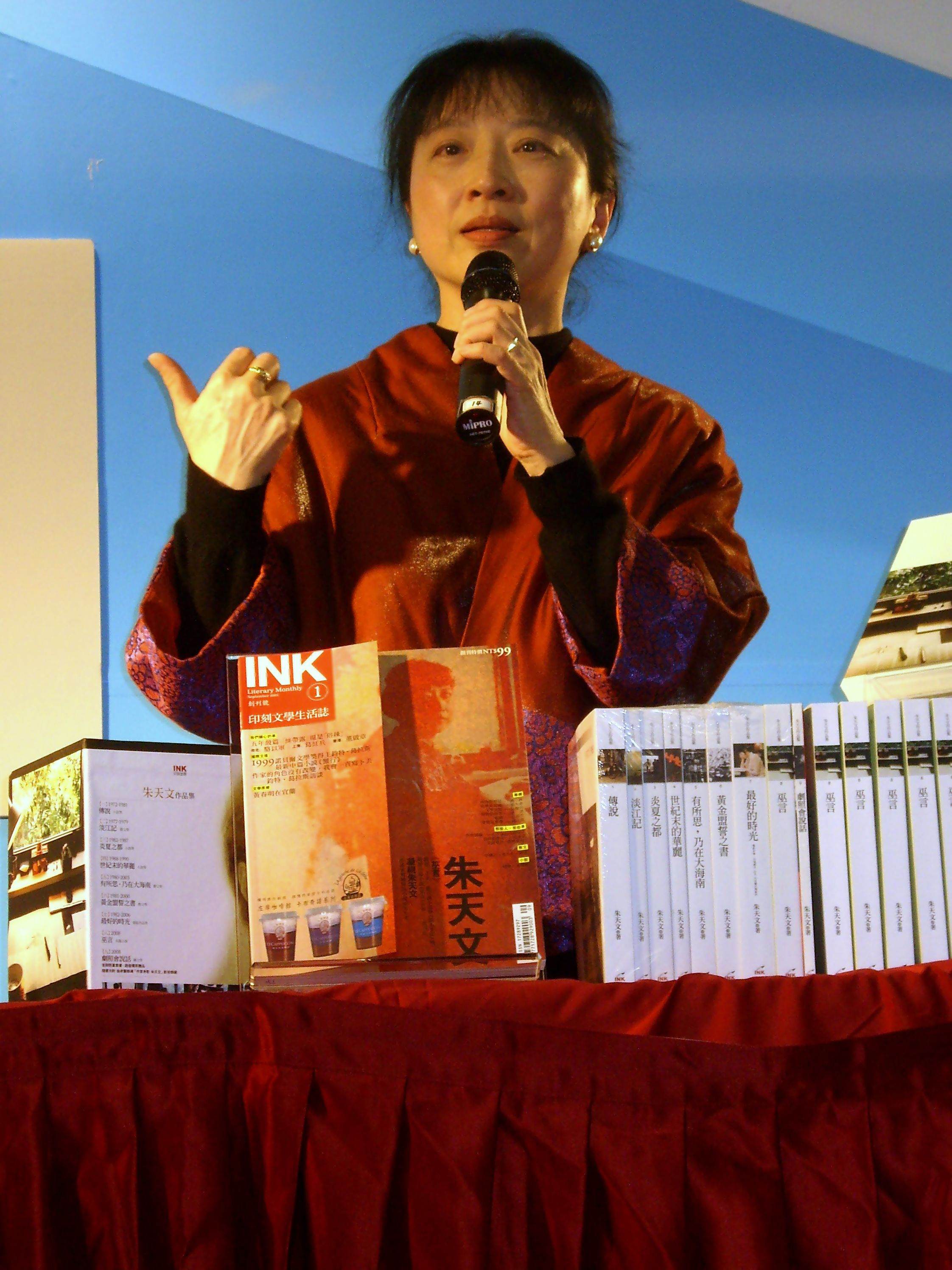
Chu Tien-wen, l'autrice de Huangren shouji, l'un des trois textes constituant le canon de la littérature tongzhi

Deux autres textes constituent le canon de la littérature tongzhi : Huangren shouji (1994), une nouvelle de Chu Tien-wen, et Les Carnets du crocodile (1994), un roman de Qiu Miaojin. Tandis que la première est récompensée en 1994 du prix de la meilleure nouvelle du China Times (en), le second reçoit l'année suivante le prix honorifique du même journal.

### Années 1990

#### Développement d'une littérature ku'er à Taïwan
À partir des années 1990, un autre genre de littérature émerge à Taïwan : la littérature ku'er (de l'anglais queer). Bien qu'elle « appartien[ne] à la littérature tongzhi dans le sens où elle représente l'orientation sexuelle », la littérature ku'er s'en distingue de par l'attention qu'elle porte au genre et à la mutabilité de l'identité. Chi Ta-wei et Chen Xue, l'autrice de E nü shu (1995), en sont les deux représentants les plus connus.

#### Émergence sur Internet d'une littérature tongzhi en République populaire de Chine
Les premiers forums en ligne apparaissent dans la seconde moitié des années 1990 en République populaire de Chine. Bénéficiant alors d'un relatif anonymat, les Chinois désirant écrire sur l'homosexualité investissent ces espaces et y publient de nombreux récits dans lesquels ils évoquent les dilemmes de personnages tiraillés entre la volonté de respecter les traditions et l'envie de s'épanouir en tant qu'individu, notamment sur le plan sexuel.
C'est à la fin de la décennie qu'est publiée la première version de Camarades de Pékin (chinois : 北京故事 ; pinyin : Beijing gushi ; litt. « Histoires de Pékin »), un roman signé Beijing tongzhi (chinois : 北京同志 ; litt. « le camarade de Pékin »). Une deuxième version, révisée, est éditée à Taïwan en 2002 sous le titre Lan Yu (chinois : 蓝宇), qui fait l'objet d'une adaptation au cinéma par le réalisateur hongkongais Stanley Kwan. Publiée en 2018, la traduction française du roman se base quant à elle sur la traduction anglaise qu'en a proposée Scott E. Myers en 2016, laquelle se veut une synthèse des deux versions susmentionnées ainsi que d'une troisième inédite.

## Ouvrages traduits en français
- Camarades de Pékin (trad. du chinois par Georgina Tacou), Paris, Calmann-Lévy, 2018, 407 p.
- Bai Xianyong (trad. du chinois par André Lévy), Garçons de cristal [« Niezi »], Paris, Picquier, 2003 (1re éd. 1995) (ISBN 2-87730-603-8)
- Chi Ta-wei (trad. du chinois par Gwennaël Gaffric), Membrane [« Mo »], Paris, L'Asiathèque, 2015
- Qiu Miaojin (trad. du chinois par Emmanuelle Péchenart), Les Carnets du crocodile [« Eyu shouji »], Paris, Les Éditions Noir sur Blanc, 2021, 316 p. (ISBN 978-2-88250-632-0)
- Qiu Miaojin (trad. du chinois par Emmanuelle Péchenart), Dernières lettres de Montmartre [« Meng ma te yishu »], Paris, Les Éditions Noir sur Blanc, 2018, 261 p.